# جمهوری دوم فرانسه
جمهوری دوم به حکومت فرانسه در دوران بین انقلاب ۱۸۴۸ فرانسه و کودتای ۱۸۵۲ ناپلئون سوم گفته می‌شود.

## تاریخچه
به دنبال سقوط لوئی فیلیپ در جریان انقلاب ۱۸۴۸ فرانسه، جمهوری دوم فرانسه برپا شد. حکومت موقتی بیشتر شامل حقوق‌دانان و روزنامه‌نگاران سوسیالیست مثل لامارتین، لدرو رولن و لوئی بلان بود. در همین حال قانون اساسی جمهوری به تصویب رسید و حق رای را برای مردان بالای ۲۱ سال به رسمیت شناخت. در انتخابات ریاست جمهوری که در ۱۰ دسامبر ۱۸۴۸ برگزار گشت لوئی ناپلئون با ۵٫۵ میلیون رای پیروز شد.

تفرقه جمهوری‌خواهان موجب افزایش قدرت رئیس‌جمهور گردید تا اینکه لوئی ناپلئون در ۲ دسامبر ۱۸۵۱ مجلس را منحل کرد و از ۲ دسامبر ۱۸۵۲ خود را ناپلئون سوم امپراتور فرانسه نامید.